# Jardim da Quinta de Santa Clara
O Jardim da Quinta de Santa Clara ou Jardim da Ameixoeira é um jardim de estilo barroco localizado na Ameixoeira, em Lisboa. Era uma antiga quinta do século XVIII, tendo sido doada à Câmara Municipal de Lisboa entre 1974 e 1977. Inclui um parque infantil e quiosque.